# Dactylochelifer copiosus
Dactylochelifer copiosus är en spindeldjursart som beskrevs av Clarence Clayton Hoff 1945. Dactylochelifer copiosus ingår i släktet Dactylochelifer och familjen tvåögonklokrypare. Inga underarter finns listade i Catalogue of Life.